# Улица Вардананц
Улица Вардананц (арм. Վարդանանց փողոց) — улица в Ереване, в центральном районе Кентрон, проходит от Площади Сахарова до улицы Нар-Доса. Названа в честь героев Аварайской битвы (Вардананц).

## История
В досоветское время была частью Тархановской улицы.
В советское время носила имя профессионального революционера Богдана Кнунянца (1878—1911).
В 1975 году на бульваре у пересечения улицей Вардананц улиц Ханджяна и Ерванда Кочара возведён памятник национальному герою Армении Вардану Мамиконяну (скульптор Ерванд Кочар, архитектор Степан Кюркчян)

## Достопримечательности
д. 18 — Театр Генрика Маляна
Памятник Вардану Мамиконяну.

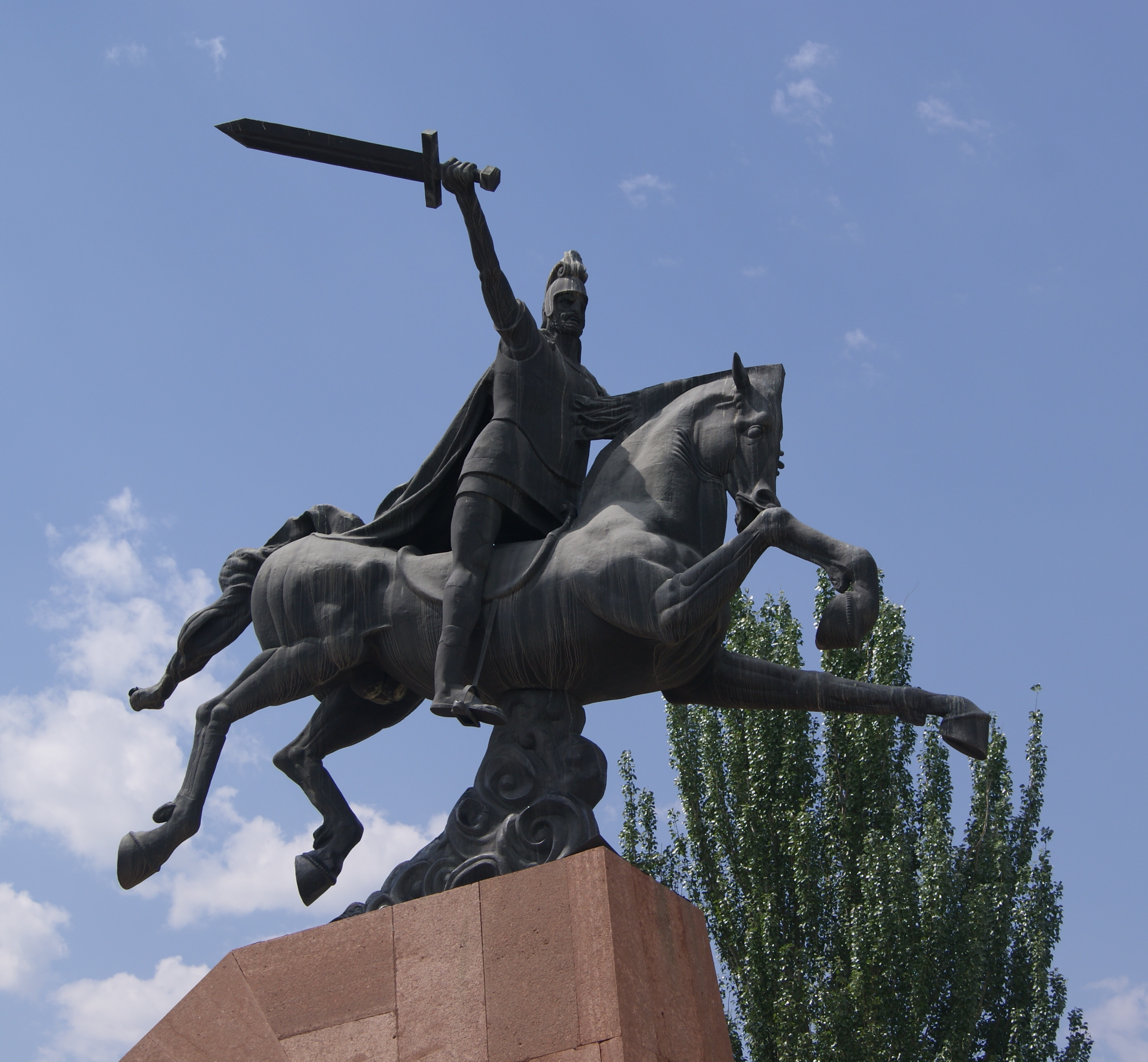
Памятник Вардану Мамиконяну

Республиканский стадион имени Вазгена Саркисяна